# Mamadou Fall (calciatore 1991)
Mamadou Fall (31 dicembre 1991) è un calciatore senegalese, centrocampista del Kasımpaşa.

## Caratteristiche tecniche
È un esterno destro.

## Carriera

### Club
Cresciuto nelle giovanili del White Star Bruxelles, ha esordito in prima squadra il 4 settembre 2013 in occasione del match pareggiato 2-2 contro il Lommel Utd.

### Nazionale
Nel 2021 ha giocato una partita con la nazionale senegalese.

## Statistiche

### Presenze e reti nei club
Statistiche aggiornate al 6 gennaio 2017.
| Stagione                    | Squadra                     | Campionato                  | Campionato | Campionato | Coppe nazionali | Coppe nazionali | Coppe nazionali | Coppe continentali | Coppe continentali | Coppe continentali | Altre coppe | Altre coppe | Altre coppe | Totale | Totale | Totale |
| Stagione                    | Squadra                     | Comp                        | Pres       | Reti       | Comp            | Pres            | Reti            | Comp               | Pres               | Reti               | Comp        | Pres        | Reti        | Pres   | Reti   |        |
| --------------------------- | --------------------------- | --------------------------- | ---------- | ---------- | --------------- | --------------- | --------------- | ------------------ | ------------------ | ------------------ | ----------- | ----------- | ----------- | ------ | ------ | ------ |
| 2013-2014                   | White Star Bruxelles        | D2                          | 30         | 6          | CB              | 0               | 0               |                    | -                  | -                  |             | -           | -           | 0      | 0      |        |
| 2014-2015                   | White Star Bruxelles        | D2                          | 31         | 9          | CB              | 1               | 0               |                    | -                  | -                  |             | -           | -           | 0      | 0      |        |
| 2015-2016                   | White Star Bruxelles        | D2                          | 30         | 12         | CB              | 1               | 0               |                    | -                  | -                  |             | -           | -           | 0      | 0      |        |
| Totale White Star Bruxelles | Totale White Star Bruxelles | Totale White Star Bruxelles | 91         | 27         |                 | 2               | 0               |                    | -                  | -                  |             | -           | -           | 93     | 27     |        |
| 2016-2017                   | Charleroi                   | D1                          | 31         | 3          | CB              | 3               | 1               |                    | -                  | -                  |             | -           | -           | 0      | 0      |        |
| 2017-2018                   | Charleroi                   | D1                          | 15         | 3          | CB              | 2               | 2               |                    | -                  | -                  |             | -           | -           | 0      | 0      |        |
| Totale carriera             | Totale carriera             | Totale carriera             | 137        | 33         |                 | 7               | 3               |                    | -                  | -                  |             | -           | -           | 144    | 36     |        |

### Cronologia presenze e reti in nazionale
| Cronologia completa delle presenze e delle reti in nazionale ― Senegal | Cronologia completa delle presenze e delle reti in nazionale ― Senegal | Cronologia completa delle presenze e delle reti in nazionale ― Senegal | Cronologia completa delle presenze e delle reti in nazionale ― Senegal | Cronologia completa delle presenze e delle reti in nazionale ― Senegal | Cronologia completa delle presenze e delle reti in nazionale ― Senegal | Cronologia completa delle presenze e delle reti in nazionale ― Senegal | Cronologia completa delle presenze e delle reti in nazionale ― Senegal |
| Data                                                                   | Città                                                                  | In casa                                                                | Risultato                                                              | Ospiti                                                                 | Competizione                                                           | Reti                                                                   | Note                                                                   |
| ---------------------------------------------------------------------- | ---------------------------------------------------------------------- | ---------------------------------------------------------------------- | ---------------------------------------------------------------------- | ---------------------------------------------------------------------- | ---------------------------------------------------------------------- | ---------------------------------------------------------------------- | ---------------------------------------------------------------------- |
| 30-3-2021                                                              | Thiès                                                                  | Senegal                                                                | 1 – 1                                                                  | eSwatini                                                               | Qual. Coppa d'Africa 2021                                              | -                                                                      | 82’                                                                    |
| Totale                                                                 |                                                                        | Presenze                                                               | 1                                                                      |                                                                        | Reti                                                                   | 0                                                                      |                                                                        |

## Palmarès

### Club

#### Competizioni nazionali
- Tweede klasse: 1

White Star Bruxelles: 2015-2016